# Heleomyza captiosa
Heleomyza captiosa – gatunek muchówki z rodziny błotniszkowatych i podrodziny Heleomyzinae.
Gatunek ten opisany został w 1962 roku przez K.B. Gorodkowa jako Leria captiosa.
Muchówka o ciele długości około 6,5 mm. Tułów jej cechuje się obecnością szczecinek na propleurach, kilku par szczecinek na przedpiersiu i co najwyżej jednym włoskiem na mezopleurach. Narządy rozrodcze samca odznaczają się szczątkowymi edytami, rozszerzoną podstawą epandrium, oraz znacznie dłuższymi od epandrium i tylko przed wierzchołkami zakrzywionymi surstyli.
Owad znany z Hiszpanii, Andory, Irlandii, Wielkiej Brytanii, Francji, Belgii, Holandii, Niemiec, Danii, Szwajcarii, Austrii, Włoch, Polski, Czech, Słowacji, Węgier, Ukrainy, Rumunii, Bułgarii, Serbii, Bośni i Hercegowiny, Czarnogóry i Rosji.